# Снеллінг (Каліфорнія)
Снеллінг (англ. Snelling) — переписна місцевість (CDP) в США, в окрузі Мерсед штату Каліфорнія. Населення — 238 осіб (2020).

## Географія
Снеллінг розташований за координатами 37°31′18″ пн. ш. 120°26′19″ зх. д. / 37.52167° пн. ш. 120.43861° зх. д. (37.521662, -120.438499).  За даними Бюро перепису населення США в 2010 році переписна місцевість мала площу 1,40 км², уся площа — суходіл.

## Демографія
Згідно з переписом 2010 року, у переписній місцевості мешкала 231 особа в 94 домогосподарствах у складі 58 родин. Густота населення становила 165 осіб/км².  Було 112 помешкання (80/км²).
Расовий склад населення:
| - 89,2 % — білих - 2,6 % — азіатів - 1,3 % — корінних американців - 5,6 % — осіб інших рас |

До двох чи більше рас належало 1,3 %. Частка іспаномовних становила 14,3 % від усіх жителів.
За віковим діапазоном населення розподілялося таким чином: 26,4 % — особи молодші 18 років, 58,4 % — особи у віці 18—64 років, 15,2 % — особи у віці 65 років та старші. Медіана віку мешканця становила 40,3 року. На 100 осіб жіночої статі у переписній місцевості припадало 110,0 чоловіків;  на 100 жінок у віці від 18 років та старших — 112,5 чоловіків також старших 18 років.
Середній дохід на одне домашнє господарство  становив 58 577 доларів США (медіана — 49 643), а середній дохід на одну сім'ю — 81 170 доларів (медіана — 71 563). За межею бідності перебувало 10,6 % осіб, у тому числі 0,0 % дітей у віці до 18 років та 0,0 % осіб у віці 65 років та старших.
Цивільне працевлаштоване населення становило 27 осіб. Основні галузі зайнятості: сільське господарство, лісництво, риболовля — 25,9 %, інформація — 18,5 %, оптова торгівля — 14,8 %, публічна адміністрація — 14,8 %.